# لي هودجز (لاعب كرة قدم)
لي هودجز (بالإنجليزية: Lee Hodges)‏ (2 مارس 1978 في المملكة المتحدة - ) هو مدرب كرة قدم ولاعب كرة قدم بريطاني في مركز الوسط. لعب مع إيبسويتش تاون وسكونثورب يونايتد ونادي إكزتر سيتي ونادي بريستول روفيرز ونادي بليموث أرجايل ونادي روتشديل ونادي ساوثيند يونايتد ونادي ليتون أورينت ووست هام يونايتد وبيليريكاي تاون وThurrock F.C. ‏ وهورنتشورتش وTilbury F.C. ‏ وإيست ثوروك يونايتد.

## وصلات خارجية
- لي هودجز على موقع قاعدة بيانات كرة القدم.إي يو (الإنجليزية)
- لي هودجز على موقع Soccerbase.com (لاعب) (الإنجليزية)
- لي هودجز على موقع عالم كرة القدم.نت (الإنجليزية)